# Бенедикт Пустынник
Бенедикт Пустынник (Святой Бенедикт или Святой Бенядик; словац. Svätý Benedikt pustovník, svätý Benedikt, svätý Beňadik; X век, Нитра, Транслейтания — 1012, Тренчинский край) — святой (день памяти — 17 июля), первый словацкий мученик, ученик святого Сворада и покровитель Нитрянской епархии.

## Биография
О жизни Бенедикта известно из Легенды о пустынниках Свораде-Андрее и Бенедикте, написанной поэтом и писателем Мавром, жившим на территории современной Словакии в XI веке.
Бенедикт сначала проживал в Зоборском монастыре, а позже отшельником в пещере в Скалке-при-Тренчине, где в 1034 году умер от травм, причинённых ему при нападении разбойников. Его мёртвое тело разбойники бросили в реку Ваг. В Легенде указано, что после его смерти на берег реки прилетал большой орёл. Поэтому сплавщики плотов, проплывавшие по реке Ваг рядом с этим местом, стали считать Бенедикта своим покровителем и защитником. В 1224 году нитрянский епископ Якоб основал на этом месте в честь святого Бенедикта бенедиктинский монастырь.

## Прославление
Бенедикт был причислен к лику святых в 1083 году папой Григорием VII благодаря стараниям венгерского короля Ласло I.
Память святых Андрея-Сворада и Бенедикта по литургическому календарю Римско-католической церкви отмечается в Словакии 17 июля.
Храмы в честь святых Андрея-Сворада и Бенедикта можно встретить в Кисуцком Лесковце, Нитре, Радуостке и Скалке-на-Ваге.